# Mannenmarathon van Tokio 1988
De Mannenmarathon van Tokio 1988 werd gelopen op zondag 14 februari 1988. Het was de negende editie van de Tokyo International Marathon. Aan deze wedstrijd mochten alleen mannelijke elitelopers deelnemen.
De Ethiopiër Abebe Mekonnen kwam als eerste over de streep in 2:08.33.

## Uitslagen
| rang   | naam                | land | tijd    |
| ------ | ------------------- | ---- | ------- |
| Goud   | Abebe Mekonnen      | ETH  | 2:08.33 |
| Zilver | Juma Ikangaa        | TAN  | 2:08.42 |
| Brons  | Jörg Peter          | GER  | 2:08.47 |
| 4      | Rob de Castella     | AUS  | 2:08.49 |
| 5      | Ralf Salzmann       | GER  | 2:10.10 |
| 6      | Isamu Sennai        | JPN  | 2:10.59 |
| 7      | Douglas Wakiihuri   | KEN  | 2:11.57 |
| 8      | Toru Mimura         | JPN  | 2:12.13 |
| 9      | Hiromi Taniguchi    | JPN  | 2:13.16 |
| 10     | Haruo Urata         | JPN  | 2:14.53 |
| 11     | Yuichiro Osuda      | JPN  | 2:14.56 |
| 12     | Gerard Nijboer      | NED  | 2:16.16 |
| 13     | Shu-Chun Zhu        | CHN  | 2:16.19 |
| 14     | Dirk Vanderherten   | BEL  | 2:17.00 |
| 15     | Manabu Kawagoe      | JPN  | 2:17.02 |
| 16     | Negash Dube         | ETH  | 2:19.25 |
| 17     | Hiroyuki Arai       | JPN  | 2:19.42 |
| 18     | Yoichi Maekawa      | JPN  | 2:19.55 |
| 19     | Kazufumi Mitsuhashi | JPN  | 2:21.40 |
| 21     | Nobuharu Sato       | JPN  | 2:22.44 |
| 22     | Susumu Seki         | JPN  | 2:23.10 |

Tokyo International Marathon (alleen mannen)

1981 · 1982 · 1983 · 1984 · 1985 · 1986 · 1987 · 1988 · 1989 · 1990 · 1991 · 1992 · 1993 · 1994 · 1995 · 1996 · 1997 · 1998 · 1999 · 2000 · 2001 · 2002 · 2003 · 2004 · 2005 · 2006

Tokyo International Women's Marathon (alleen vrouwen)

1979 · 1980 · 1981 · 1982 · 1983 · 1984 · 1985 · 1986 · 1987 · 1988 · 1989 · 1990 · 1991 · 1992 · 1993 · 1994 · 1995 · 1996 · 1997 · 1998 · 1999 · 2000 · 2001 · 2002 · 2003 · 2004 · 2005 · 2006 · 2007 · 2008

Tokyo Marathon (beide)

2007 · 2008 · 2009 · 2010 · 2011 · 2012 · 2013 · 2014 · 2015 · 2016 · 2017 · 2018 · 2019 · 2020 · 2021 · 2022 · 2023 · 2024